# Домбос (станція)
Станція Домбос (норв. Dombås stasjon) — залізнична станція в м. Домбос в Довре, Норвегія. Станція розташована на лінії Довре, а також є кінцевою станцією лінії Rauma. Станція обслуговується експресами на лінії Довре та регіональними поїздами на лінії Rauma. Станція була побудована в 1913 році, коли лінію Довре було продовжено до Домбоса.
15 листопада 1924 року ресторан станції перейшов під управління компанії Norsk Spisevognselskap. Будівля згоріла 23 квітня 1940 року під час німецької окупації Норвегії. Відразу було відкрито кіоск, який використовувався до відкриття нової будівлі станції та ресторану 1 липня 1941 року.
Перший американець, убитий у Другій світовій війні, капітан Роберт М. Лоузі, загинув тут 21 квітня 1940 року, коли німецький літак бомбив станцію.

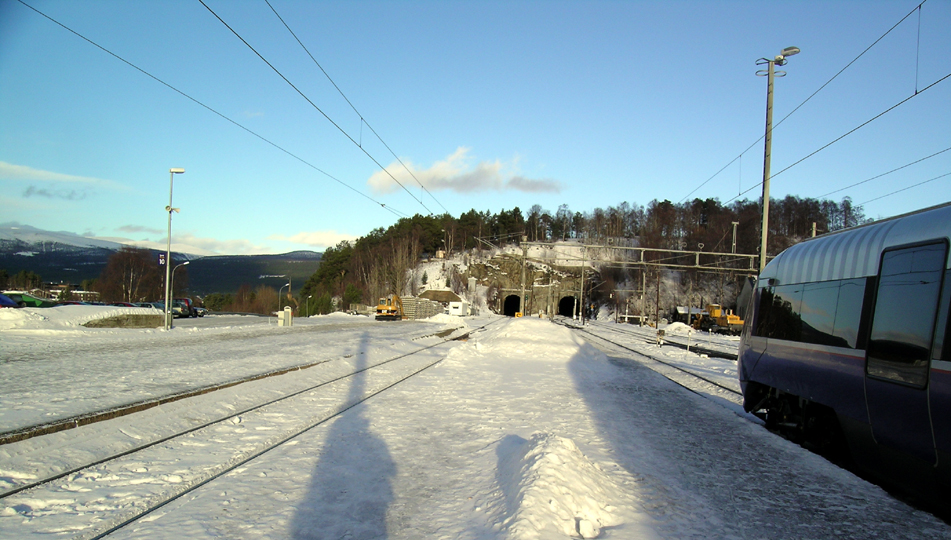
Дивлячись на північ від станції Dombås, лінія Dovre прямує до правого тунелю, а лінія Rauma прямує до лівого тунелю.